# Néstor García
Antonio Néstor García (ur. 3 grudnia 1966) – wenezuelski zapaśnik. Olimpijczyk z Atlanty 1996, gdzie zajął siedemnaste miejsce w kategorii 74 kg w stylu klasycznym.
Trzynasty zawodnik mistrzostw świata w 1995. Dwa medale na igrzyskach panamerykańskich, srebro w 1995. Trzy razy na podium mistrzostw panamerykańskich, srebrny medal w 1990. Wygrał igrzyska Ameryki Południowej w 1994. Wicemistrz igrzysk igrzysk Ameryki Środkowej i Karaibów w 1993, brązowy medal w 1990. Trzeci na mistrzostwach Ameryki Centralnej w 1990. Czterokrotny mistrz igrzysk boliwaryjskich w 1985, 1989, 1993 i 1997 roku.